# Liste der Nummer-eins-Hits in Österreich (1969)
Dies ist eine Liste der Nummer-eins-Hits in Österreich im Jahr 1969. Sie basiert auf den monatlichen österreichischen Singlecharts. Veröffentlichungsdatum ist jeweils der 15. eines jeden Monats. Angegeben sind die Spitzenreiter der Top-20-Charts des jeweiligen Monats.

## Singles
| ← 1968 ← | Liste der Nummer-eins-Hits in Österreich | Liste der Nummer-eins-Hits in Österreich | Liste der Nummer-eins-Hits in Österreich                | 1970 → |
| \| Zeitraum \| Wo. ges. \| Interpret \| Titel Autor(en) \| Zusätzliche Informationen \| \| (Zeitraum, Wochen auf Platz eins, Interpret, Titel, Autor[en], zusätzliche Informationen) \| \| \| \| \| \| ----------------------------------------------------------------------------------------- \| -------- \| ------------------------------ \| ------------------------------------------------------- \| -------------------------------------------------------------------------------------------------------------------------------------------------------------------------------- \| \| 15. Dezember 1968 – 14. Februar 1969 9 Wochen \| 9 \| Leapy Lee \| Little Arrows Albert Hammond, Mike Hazlewood \| – \| \| 15. Februar 1969 – 14. März 1969 4 Wochen \| 4 \| Marmalade \| Ob-la-di, Ob-la-da John Lennon, Paul McCartney \| Die Coverversion des Beatles-Hits erreicht bereits einen Monat vor der Originalversion die Spitze der Charts. \| \| 15. März 1969 – 14. Mai 1969 9 Wochen \| 9 \| The Beatles \| Ob-la-di, Ob-la-da John Lennon, Paul McCartney \| Für die Beatles ist es bereits der fünfte Nummer-eins-Hit in den österreichischen Charts. Das Original erreicht erst einen Monat nach der Coverversion von Marmalade die Spitze. \| \| 15. Mai 1969 – 14. Juni 1969 4 Wochen \| 4 \| Creedence Clearwater Revival \| Proud Mary John Fogerty \| – \| \| 15. Juni 1969 – 14. Juli 1969 5 Wochen \| 5 \| The Beatles \| Get Back John Lennon, Paul McCartney \| Für die Beatles ist es bereits der sechste Nummer-eins-Hit in den österreichischen Charts sowie der zweite im Jahre 1969. \| \| 15. Juli 1969 – 14. September 1969 9 Wochen \| 9 \| The Beatles \| The Ballad of John and Yoko John Lennon, Paul McCartney \| Für die Beatles ist es bereits der siebte Nummer-eins-Hit in den österreichischen Charts sowie der dritte im Jahre 1969. \| \| 15. September 1969 – 14. Oktober 1969 4 Wochen \| 4 \| Chris Andrews \| Pretty Belinda Chris Andrews \| Für Chris Andrews ist es bereits der zweite Nummer-eins-Hit in den österreichischen Charts. \| \| 15. Oktober 1969 – 14. Dezember 1969 9 Wochen \| 9 \| Jane Birkin & Serge Gainsbourg \| Je t’aime … moi non plus Serge Gainsbourg \| – \| \| 15. Dezember 1969 – 14. März 1970 12 Wochen \| 12 \| The Archies \| Sugar, Sugar Jeff Barry, Andy Kim \| – \| |                                          |                                          |                                                         | |
| ← 1968 |                                          |                                          |                                                         | → 1970 → |
| Zeitraum | Wo. ges.                                 | Interpret                                | Titel Autor(en)                                         | Zusätzliche Informationen |
| (Zeitraum, Wochen auf Platz eins, Interpret, Titel, Autor[en], zusätzliche Informationen) |                                          |                                          |                                                         | |
| 15. Dezember 1968 – 14. Februar 1969 9 Wochen | 9                                        | Leapy Lee                                | Little Arrows Albert Hammond, Mike Hazlewood            | – |
| 15. Februar 1969 – 14. März 1969 4 Wochen | 4                                        | Marmalade                                | Ob-la-di, Ob-la-da John Lennon, Paul McCartney          | Die Coverversion des Beatles-Hits erreicht bereits einen Monat vor der Originalversion die Spitze der Charts.                                                                    |
| 15. März 1969 – 14. Mai 1969 9 Wochen | 9                                        | The Beatles                              | Ob-la-di, Ob-la-da John Lennon, Paul McCartney          | Für die Beatles ist es bereits der fünfte Nummer-eins-Hit in den österreichischen Charts. Das Original erreicht erst einen Monat nach der Coverversion von Marmalade die Spitze. |
| 15. Mai 1969 – 14. Juni 1969 4 Wochen | 4                                        | Creedence Clearwater Revival             | Proud Mary John Fogerty                                 | – |
| 15. Juni 1969 – 14. Juli 1969 5 Wochen | 5                                        | The Beatles                              | Get Back John Lennon, Paul McCartney                    | Für die Beatles ist es bereits der sechste Nummer-eins-Hit in den österreichischen Charts sowie der zweite im Jahre 1969.                                                        |
| 15. Juli 1969 – 14. September 1969 9 Wochen | 9                                        | The Beatles                              | The Ballad of John and Yoko John Lennon, Paul McCartney | Für die Beatles ist es bereits der siebte Nummer-eins-Hit in den österreichischen Charts sowie der dritte im Jahre 1969.                                                         |
| 15. September 1969 – 14. Oktober 1969 4 Wochen | 4                                        | Chris Andrews                            | Pretty Belinda Chris Andrews                            | Für Chris Andrews ist es bereits der zweite Nummer-eins-Hit in den österreichischen Charts.                                                                                      |
| 15. Oktober 1969 – 14. Dezember 1969 9 Wochen | 9                                        | Jane Birkin & Serge Gainsbourg           | Je t’aime … moi non plus Serge Gainsbourg               | – |
| 15. Dezember 1969 – 14. März 1970 12 Wochen | 12                                       | The Archies                              | Sugar, Sugar Jeff Barry, Andy Kim                       | – |